# Alice Temperley
Alice Temperley (Somerset, 22 luglio 1975) è una stilista inglese, fondatrice del marchio di moda Temperley London, lanciato nel 2000. Nel novembre 2023 ha ceduto la maggioranza dell'azienda a Times Square Llc, un gruppo di Dubai guidato da Ritesh Punjabi.
È stata descritta da American Vogue come la stilista che ha fatto più scalpore nella moda britannica. Più recentemente, è stata anche descritta come la "Ralph Lauren inglese".

## Biografia
Alice Temperley è nata e cresciuta nel Somerset, in Gran Bretagna, nella fattoria del sidro dei suoi genitori e si è laureata al Royal College of Art e alla Central Saint Martins. Ha fondato Temperley London, insieme al suo allora fidanzato Lars von Bennigsen nel 2000. Il marchio è diventato noto per la sua attenzione ai tessuti di lusso e alle finiture fatte a mano. The brand has become known for its focus on luxurious fabrics and hand-finishes.

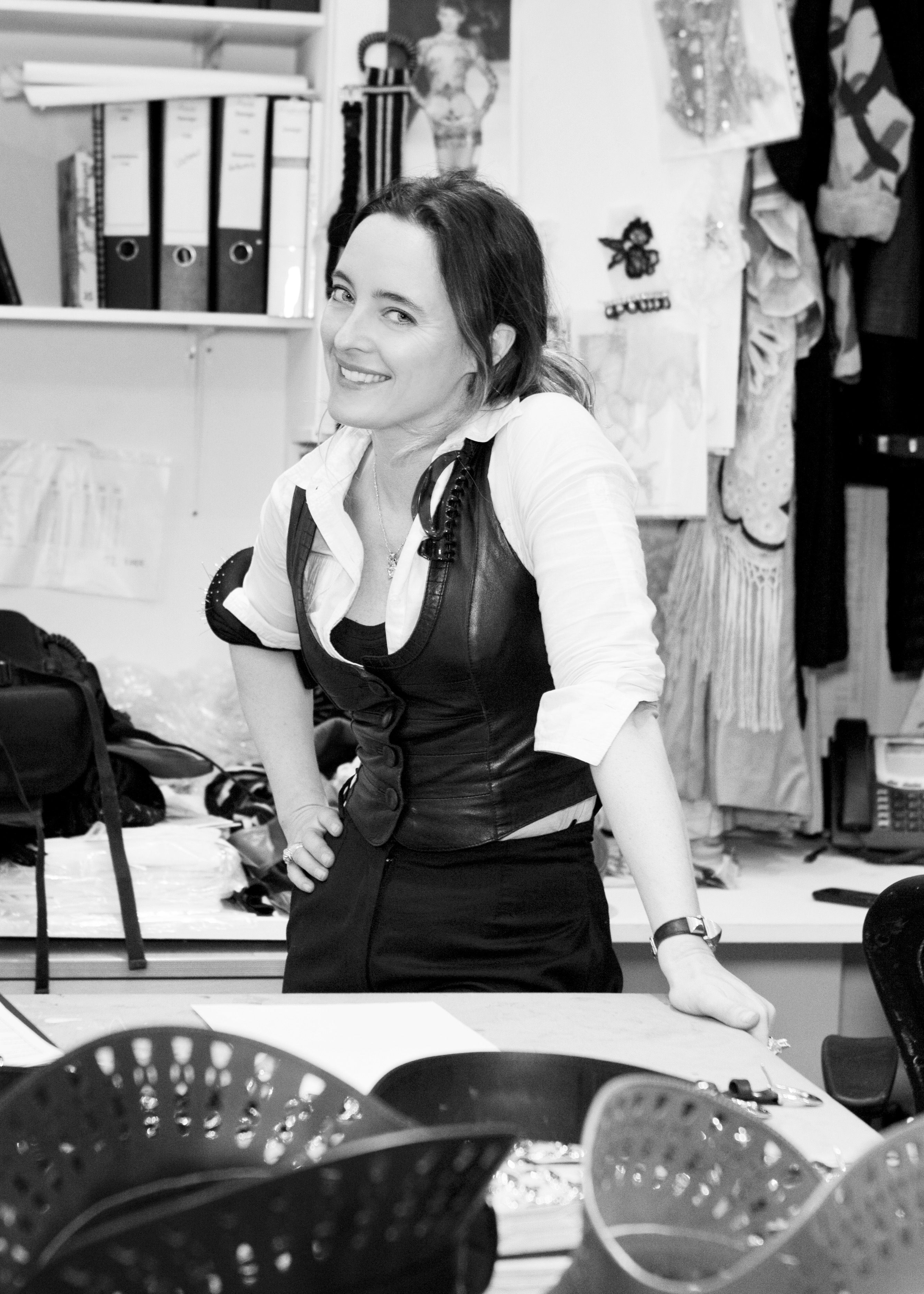
Alice Temperley

Temperley ha tenuto la sua prima sfilata di moda a Notting Hill, Londra, nel 2003. Nel 2005, ha spostato le sue sfilate a New York dove ha sfilato fino al 2011 (ad eccezione della sfilata Primavera Estate 2009 a Londra). La mostra per il decimo anniversario del marchio si è tenuta al British Museum.
Per quattro stagioni consecutive, dal 2009 al 2011, Temperley ha presentato le sue collezioni tramite installazioni multimediali anziché tramite tradizionali sfilate.

### Le collezioni
Nel 2012, Temperley London produceva 10 collezioni su tre linee, comprese le collezioni crociera e pre-autunno. Una quarta linea, "Somerset di Alice Temperley", è stata introdotta come collaborazione di alto livello nel 2012.
"Temperley Bridal" è stata lanciata nel 2007. Nella primavera del 2010 Temperley London ha lanciato "ALICE by Temperley", una linea di diffusione rivolta a un pubblico più giovane e contenente pezzi più convenienti e casual. La gamma è stata gestita da importanti dipartimenti, tra cui Harvey Nichols, Selfridges e Harrods a Londra, Neiman Marcus a New York, Isetan in Giappone e Net-A-Porter online. Questa linea è stata chiusa, sotto la guida del CEO Ulrik Garde Due (entrato a far parte dell'azienda nel 2013), per concentrarsi su "un marchio e un messaggio". In seguito il ruolo di CEO è stato affidato a Luca Donnini (vent'anni alla Max Mara e Guess Europe).
Temperley ha cinque boutique indipendenti con sede centrale a Ilminster, Somerset, con un flagship in Bruton Street a Mayfair e una boutique di abiti da cerimonia a Notting Hill. Altri negozi indipendenti si trovano a Los Angeles, Dubai e Doha. Inoltre, Temperley London è venduto in 300 negozi in 37 paesi.
"Somerset by Alice Temperley", la prima collaborazione della stilista nelle vie principali, è stata lanciata con il rivenditore britannico John Lewis nel settembre 2012. La linea è la collezione di moda più venduta nella storia del grande magazzino.

## Premi e riconoscimenti
Temperley ha ricevuto numerosi premi, tra cui il premio come miglior giovane stilista dell'anno nel 1999 all'Indigo di Parigi e dalla rivista Elle nel 2004.  È stata nominata una delle 35 migliori donne imprenditrici della Gran Bretagna nel 2006 e Designer dell'anno agli Hollywood Style Awards nel 2011.
È stata anche nominata MBE (Member of the Order of the British Empire) nel 2011 New Year Honours per i servizi resi all'industria della moda. 

Tra gli indossatori dei modelli Temperley figurano la duchessa di Cambridge e sua sorella Pippa Middleton. Pippa Middleton ha indossato un abito Temperley verde lungo fino al pavimento per il ricevimento serale del matrimonio di sua sorella. I suoi abiti sono stati indossati anche da Madonna, Beyoncé, Penélope Cruz, Thandiwe Newton e Portia Freeman. Altri fan del marchio includono Eva Mendes, Halle Berry e Sarah Michelle Gellar.

## Vita privata
Temperley ha incontrato suo marito, Lars von Bennigsen, nel 1998, mentre lavorava come cameriera al Met Bar di Mayfair.  Si sono sposati nel 2002 con una cerimonia in stile anni '20 descritta dall'edizione britannica di Vogue.
Nel 2008, Temperley ha dato alla luce il suo primo figlio, un maschio. Lei e suo marito si sono separati nel 2012.